# Bardača (Srbac)
Bardača (szerbül: Бардача), település Bosznia-Hercegovinában, Srbac községben, Bosanska krajina területén, a Szerb Köztársaságban. Bardača 2007 februárja óta természetvédelmi védettség alatt áll, mert nagyon ritka növény- és állatfajoknak, főként madárfajoknak ad otthont.

## Fekvése
Bosznia-Hercegovina északi részén, Banja Lukától légvonalban 38, közúton 44 km-re északkeletre, községközpontjától légvonalban 7, közúton 12 km-re nyugatra, a Szávától délre elterülő síkságon, a Lijevče polje mezejének északkeleti részén, 91-94 méteres tengerszint feletti magasságban található. A Bardačát három folyó veszi körül: Matura, Stublaja és Brzaja, ez a három folyó rövid folyású és nem hajózható, de mindhárom a Bardačai-tavak vízellátását szolgálja. Területének nagy részét a védett Bardačai-tórezervátum foglalja el. 

## Népessége
| Nemzetiségi csoport | Népesség 1991 | Népesség 2013 |
| ------------------- | ------------- | ------------- |
| Szerb               | 259           | 195           |
| Bosnyák             | 0             | 0             |
| Horvát              | 1             | 2             |
| Jugoszláv           | 4             | 0             |
| Egyéb               | 5             | 1             |
| Összesen            | 269           | 198           |

## Története
A település 1901 körül, a Száva rakpart és tó építése során, a Jovača-erdő területén alakult ki. Neve a „bara” (tavacska) szóból származik. Gyors fejlődése két galíciai származású lengyel üzletembernek, Artur és Victor Burdának köszönhető. Victor a halászat fejlesztésének ismert szakértője volt. Amikor a Burda család megkapta a szarajevói kormányzattól a halastavak létesítésének jogát, Bardača is fejlődésnek indult. A település területére szerbek telepedtek le, akik többnyire a szomszédos településekről (Bajinci, Orubica, Gaj, stb.), de más szerbeklakta területekről is érkeztek. Az itt talált Jovača nevű esőerdőt nem sokkal később kiirtották. Bardačában az első telepesek házai többnyire cölöpökre épültek, hogy megvédjék őket a víztől. Az alapzat faragott fából, a falak nyers téglából készültek. Jóval később kezdődött meg a téglaházak építése. Az első telepesek a Matura és a Stublaja folyókból, majd kutakból használtak ivóvizet. Az első kutat a tavak adminisztrációs épületénél ásták 1905 körül.
A monarchia szétesésével 1918-ban előbb a Szerb-Horvát-Szlovén Királyság, majd 1929-től a Jugoszláv Királyság része. Az 1929-es törvény értelmében, amikor Bosznia-Hercegovinát négy banovinára, Drinskára, Vrbaskára, Zetskára és Primorskára osztották, a település a Vrbaska banovina része lett, amelynek székhelye Banja Luka volt Jugoszlávia megszállása után a Független Horvát Állam (NDH) része lett. A második világháború után a szocialista Jugoszláviához tartozott. A daytoni békeszerződést követő területfelosztásnál Srbac község részeként a Szerb Köztársaság területéhez került.

## Nevezetességei
- A Bardačai-tórezervátum 2012-ig egy, a Száva és az Orbász folyók közötti, 11 tóból álló tórendszer volt. A legnagyobb tavak a következők voltak: a Prevlaka, a Sinjak, a Veliki és Mali Dajkovac, a Raktovac, a Necik, a Lug, a Dugo polje egy és a Dugo polje kettő. Mára a tavakat mesterségesen lecsapolták, így már csak három tó maradt: a Rakitovac, a Sinjak és a Mali Dajkovac. A tórendszer összterülete 732 hektár volt. Környéke halállományban, vadállományban, vízi és erdei növényzetben is rendkívül gazdag. Vizes élőhelyein 280 növényfajt, 178 madárfajt és 26 halfajt regisztráltak.

- Ma Bardača ad otthont Bosznia-Hercegovina legrégebbi művésztelepének, a Bardača művészeti és ökológiai telepnek.

- Szent Lázár feltámadása tiszteletére szentelt ortodox temploma 2009 közepén épült. A templom kevesebb, mint 7 hónap alatt épült fel, és 2010. június 27-én szentelték fel.

## Fordítás
- Ez a szócikk részben vagy egészben  a(z)   Бардача (Србац) című szerb Wikipédia-szócikk ezen változatának fordításán alapul.  Az eredeti cikk szerkesztőit annak laptörténete sorolja fel. Ez a jelzés csupán a megfogalmazás eredetét és a szerzői jogokat jelzi, nem szolgál a cikkben szereplő információk forrásmegjelöléseként.